# Голабгандж (упазіла)
Голабга́ндж (бенг. গোলাপগঞ্জ, англ. Golabganj) — одна з 11 упазіл зіли Сілхет регіону Сілхет Бангладеш, розташована на південному сході зіли.
Населення — 264 773 особи (2008; 229 074 в 1991).

## Адміністративний поділ
До складу упазіли входять 11 вардів:
| Зіла                          | Площа, км² | Населення, осіб (2008) |
| ----------------------------- | ---------- | ---------------------- |
| Амура                         | -          | 15803                  |
| Багха                         | -          | 28422                  |
| Будбарі-Базар                 | -          | 16059                  |
| Бхадешвар                     | -          | 31225                  |
| Голабгандж                    | -          | 30991                  |
| * Голабгандж-Паурашава        | -          | 11799                  |
| Дакшін-Баде-Паша (Шоріфгондж) | -          | 19084                  |
| Дхака-Дакшін                  | -          | 28459                  |
| Лакшанабад                    | -          | 25291                  |
| Лакшмі-Паша                   | -          | 21010                  |
| Уттар-Баде-Паша               | -          | 18573                  |
| Фулбарі                       | -          | 29856                  |